# ゴーゴージャグラー
ゴーゴージャグラーは、2001年に北電子が開発・販売したパチスロ機である。日本電動式遊技機工業協同組合の検定では、ゴーゴージャグラー、2、S、SPと4台通過しているが、多くのホールで見かけるのはゴーゴージャグラーSPである。
前作、ジャグラーVから一転、ジャグラーと同じく筐体カラーをピンク色、リプレイ絵柄をサイに戻し、操作性や可視性を向上させるためにワイドリールやMAXBETボタンを採用した新筐体での登場となった。更には小役確率、BIGボーナス中とREGボーナス中のBGMの変更もされた。
後に、旧筐体シリーズの老朽化による入替が盛んになり設置台数を伸ばした。
本機は、2004年に検定切れを迎えたが再認定により設置期間が延長し2007年まで設置され大半の地域では当時最後の豆電球ジャグラーとして活躍した。